# Fair Oaks Ranch
Fair Oaks Ranch è un centro abitato degli Stati Uniti d'America, situato nella contea di Bexar, nella contea di Comal e nella contea di Kendall dello Stato del Texas.

## Storia
Nel 1939 Ralph Fair Sr., un petroliere di successo originario della California, acquistò vari appezzamenti per creare un allevamento di cavalli da corsa e successivamente di bovini.
Nel 1975 la famiglia Fair decise di sfruttare una parte del ranch per edilizia residenziale e verso la metà degli anni '80 i residenti videro la possibilità di formare una città che venne ufficialmente costituita il 21 gennaio 1988.
Nel 1990 Fair Oaks Ranch aveva una popolazione di 1 860 abitanti. Per tutti gli anni '90 è continuato lo sviluppo di nuove case e attività commerciali e nel 2000 la popolazione della comunità è aumentata a 4 695.